# Ranobemijn
De Ranobemijn is een mijn in Madagaskar. De mijn is gelegen in de regio Melaky. Het herbergt met een geschatte 959 miljoen ton erts met 5,8% titanium een van de grootste voorraden titanium van Madagaskar.